# Harlan Coben
Harlan Coben (n. 4 ianuarie 1962, Newark, New Jersey, SUA) este unul dintre cei mai cunoscuți și mai traduși autori americani de thrillere.

## Opere
Seria - Myron-Bolitar
- 1995 Deal Breaker
- 1996 Drop Shot
- 1996 Fade Away
- 1997 Back Spin
- 1998 One False Move
- 1999 The Final Detail
- 2000 Darkest Fear
- 2006 Promise Me
- 2009 Long Lost
- 2011 Live Wire
- 2016 Home
- 2020 The Boy from the Woods (Băiatul din pădure)
- 2022 The Match

seria - Mickey-Bolitar
- 2011 Shelter
- 2012 Seconds Away
- 2014  Found

alte thrillere
- 1990 Play dead
- 1991 Miracle Cure
- 2001 Tell No One
- 2002 Gone For Good
- 2003 No Second Chance
- 2004 Just One Look
- 2005 The Innocent
- 2007 The Woods
- 2008 Hold tight
- 2010 Caught
- 2012 Stay Close
- 2013 Six years
- 2014 Missing You
- 2015 The Stranger (Străinul)
- 2016 Fool Me Once
- 2018 Don’t let go
- 2019 Run Away

## Premii
- 1996 Anthony Award pentru Deal Breaker
- 1997 Edgar Allan Poe Award pentru Fade Away
- 1997 Shamus Award pentru Fade Away
- 1998 Barry Award pentru Back Spin